# Господин Тонев
Господин Тончев Тонев е български преподавател, преводач и лектор на семинари за социалното пазарно стопанство и за ценностните основи на политиката. Основател и първи председател на политическа партия Българска демократична общност.,
Основател, собственик и редактор на сайта „Ценности и общност“ – сайт за споделяне на ценностни представи и на различни възгледи за смисъла на общността.

## Биография
Господин Тонев е роден на 29 ноември 1955 г. в Димитровград. Завършва средно образование в Немска езикова гимназия Бургас и германистика в Софийски университет „Свети Климент Охридски“, специалност немска литература.
Женен с две деца.
След кратко боледуване, умира на 5 септември 2021 г., в София.

## Светоглед и политическа ориентация
Като политически светоглед споделя ценностите на персонализма, християндемокрацията и идеите на ценностния консерватизъм. Разработва и представя като лектор темите за духовните основи и главни принципи на концепцията за социално пазарно стопанство, възможността за прилагане принципите на този етично-стопански модел в България и темата за ценностните основи на политиката.
Редактор е на книги за началата и ценностите на християндемокрацията:
- „Толерантността е душата на Европа“[5]– сборник с речи, статии и интервюта на федералния канцлер Ангела Меркел, съставителство и превод Господин Тонев, съвместно издание с фондация „Конрад Аденауер“, 2009 година. Сборникът предлага текстове за политическия възход на Ангела Меркел и откъси от нейни публични изказвания, в които тя излага убежденията си и ценностния фундамент на своята дейност като канцлер и председател на немския Християндемократически съюз.
- „Какво ще спаси икономиката“[6] – Социалното пазарно стопанство на Лудвиг Ерхард и неговото значение за бъдещето. Господин Тонев, съставител и преводач на сборника, съвместно с фондация „Конрад Аденауер“, 2010 година. Сборникът предлага текстове на личности от различни сфери на немския обществен живот за същността и духовните основи на Социалното пазарно стопанство, за убежденията и политическата дейност на Лудвиг Ерхард.

## Политическа дейност
Депутат от парламентарната група на ОДС в XXXVIII народно събрание в периода 1997 – 2001 г. Член на комисията по образование и наука. Член на ръководството на СДС в периода 2002 – 2003 г. и 2005 – 2008 г.
През 2009 г. основава и става пръвият председател на политическа партия Българска демократична общност.
На 26 юли 2016 г. на пресконференция на Българска демократична общност, е представено публично възванието „Чест и справедливост“ и се обявява кандидатурата на Господин Тонев за президент на Републиката, с кандидат за вицепрезидент Андрей Андреев. Кандидат-президентската двойка е регистрирана на 22 септември 2016 г. в ЦИК за участие в изборите за президент и вицепрезидент, на 6 ноември 2016 г.